# Tcholliré
Tcholliré es una comuna camerunesa perteneciente al departamento de Mayo-Rey de la región del Norte.
En 2005 su población era de 47 296 habitantes, de los cuales 10 465 vivían en la capital comunal homónima.
Se ubica en el cruce de las carreteras N13 y D18. El parque nacional de Bénoué se ubica en el territorio de esta comuna.

## Localidades
Comprende la ciudad de Tcholliré y las siguientes localidades:
- Banda
- Bandjoukri
- Baoussi
- Berem Rey
- Bobok
- Bokko
- Bouk
- Bouri
- Dawan
- Demsa Kolé
- Demsa Koulkouba
- Djaba
- Dogba
- Doudja
- Douffin
- Dougon
- Doukba
- Doukéa
- Doundja
- Gaba
- Gakri
- Gamba
- Ganani Dina
- Ganani Lembé
- Gandi
- Gavé
- Gop Rey
- Gouga
- Guéri
- Guidjiba
- Haoussaré
- Har Napping
- Home Garal
- Hormbali Manga
- Hormbali Petel
- Kali
- Kamban
- Karba Babba
- Karba Kerwa
- Kodi Petel
- Koti Manga
- Koum
- Koundini
- Kourouk
- Laboun
- Lakba
- Lasséré
- Leunda
- Madjadou
- Mamgueinwa
- Manangna
- Mayo
- Mbadjé
- Mbang Katmor
- Mbang Rang
- Mbaou
- Mbaran
- Mbiem
- Mbieng
- Mbillaré I
- Mbillaré II
- Mbip
- Mbissiri
- Mboudji
- Mboum Ma'a Mboum
- Nguaye
- Nikba
- Noto
- Nyan
- Reyna
- Rôh
- Sabongari
- Sakdje
- Sassa
- So'o
- Sota
- Taboun
- Tcholliré II
- Tham
- Tolore
- Vagba
- Wah
- Wani
- Yett
- Youkout
- Zouayé